# Dzierzbotki
Dzierzbotki – wieś w Polsce położona w województwie wielkopolskim, w powiecie tureckim, w gminie Kawęczyn.
W latach 1975–1998 miejscowość administracyjnie należała do województwa konińskiego.
Podczas II wojny światowej, w latach 1941–1942 wieś była częścią getta wiejskiego Czachulec. We wsi zakwaterowano Żydów deportowanych z getta w Uniejowie.